# Don't Stop the Party (Black Eyed Peas)
Don't Stop the Party is een housenummer van Black Eyed Peas uit 2011. Het nummer is geschreven door de leden Will.i.am, Fergie, Apl.de.ap en Taboo, en geproduceerd door Will.i.am en DJ Ammo.
Will.i.am · Apl.de.ap · Taboo · Fergie